# 四乃森蒼紫
四乃森 蒼紫（しのもり あおし）は、和月伸宏著作の少年漫画『るろうに剣心 -明治剣客浪漫譚-』に登場する架空の人物。

## 人物

### プロフィール
- 身長：182cm
- 体重：72kg
- 生年月：嘉永6年（1853年）1月3日[1][2]
- 星座：水瓶座
- 血液型：A
- 出身地：東京府
- 趣味：茶の湯、瞑想
- 苦手なもの：酒の席（下戸のため）

### 容姿
『東京編』→『京都編』→『人誅編』と物語が進むにつれてデザイン（おもに髪型と衣装）が大きく変化していく。髪型については、『東京編』の初登場時から短期間のうちに前髪のボリュームが増加し、印象が変化している。単行本のコメントによるとコミックス収録の際に修正も考えたが、『これはこれで笑えるので』そのままにしたとのことである。その後、明治16年春の剣心たちを描いた後日談「春に桜」では、髪型自体は変化していないものの後ろ髪が伸びており、伸びた後ろ髪を一本に束ねている。
御庭番の忍装束に白いロングコートを着重ねた和洋折衷の装いが基本であるが、過去の回想や『人誅編』ではコートを脱いだ状態で行動する。「春に桜」ではスーツを着用しているが、一コマだけコートも着用している姿が描かれている。
服の下の素肌には、多くの戦いで受けたであろう無数の無数の傷痕が残っており、アニメ劇中や話数のタイトルで描かれている。
完全版第8巻の再筆：『エンバーミング』に登場するアシュヒト・リヒターとほぼ同デザイン（正確には再筆版蒼紫のデザインがアシュヒトに流用された）。御頭専用の装束を身に付ける。

### 性格
幼少期から隠密として厳しい修練を積んでいるため、常に冷静で徹底した現実主義者。寡黙で無表情。
そのため、他人から誤解を受けやすいが、実は情に篤い。『東京編』では武田観柳の用心棒を務めていたにもかかわらず、高荷恵に対して「お前の幸薄い境遇には少しばかり同情する」と発言している。そもそも明治政府によって御庭番衆が解散させられた後、自身には多くの仕官の口があったにもかかわらずこれを断り、4人の部下たちと共に観柳の用心棒を務めていたのも、どこにも仕官の口がなく戦いに身を置くしか生きる術のなかった彼らを見捨てることができなかったためであった。『京都編』で再登場した時には、人斬り抜刀斎（剣心）を倒すことを目的とした修羅と化していたが、この時でさえ、御庭番衆の元仲間である柏崎念至（翁）に対し、攻撃はしたものの死には至らないよう無意識のうちに手加減をしており、心の奥底に情が残っていた。
また、幕府時代の主人である徳川慶喜が鳥羽・伏見の戦いで行ったような醜い裏切りを忌み嫌っている（剣心が言った通り、「国力の疲弊を防ぐための高度な政治判断」と認めてはいる）。
観柳邸で剣心と対決した時、「倒れているものにとどめを刺すのは好みではない」と発言するなど、それなりの戦闘美学を持つ様子。
一人称は「俺」だが、アニメでは「私」とも言っている。

### 来歴
江戸城において警護を務めた御庭番衆最後の御頭で、15歳にしてその座を継いだ天才。大政奉還の後、明治政府は御庭番衆の中で彼だけに要職を用意していたが（陸軍の諜報部から大物政治家の護衛までピンキリだったらしい）、彼自身はどこにも仕官の口がなく生活の術がない部下たちを見捨てることができなかったため、政府からの誘いを全て断り、部下たちと共に戦いを求めて彷徨っていた。
『東京編』で初登場。この時は武田観柳の用心棒であり、幕末最強と謳われた人斬り抜刀斎を倒して御庭番衆こそが最強であることを示そうとするが、剣心の前に敗北。加えて観柳に裏切られ部下を失って（観柳の機関砲で部下が自ら盾に撃たれ蒼紫を守り死亡）しまい、以後、死んだ部下の墓前に最強の二文字を添えるために修羅と化す。
アニメ版第1作では観柳邸で剣心と戦う前に左之助と一戦交えており、手刀の一撃で容易く打ち倒している。
『京都編』では志々雄真実と同盟を組み、志々雄一派のアジト・百識の間で剣心と再戦する。この時、葛藤の末、観柳の用心棒に流れつく前の、本来の御庭番衆御頭・四乃森蒼紫としての誇りを取り戻した。その後、剣心と志々雄の最終決戦に姿を見せ、一度は志々雄の技の前に倒れた剣心のために時間稼ぎをする。
『人誅編』では薫から「雪代縁を止めるために雪代巴の日記を持ってきてほしい」と頼まれた操と共に巴の日記を手に東京に赴く。間に合わず、薫は縁の手で命を奪われてしまった後であったが縁が剣心の目の前で薫の命を奪わなかったことに疑問を抱き、薫の死体が偽装であることに辿り着く。その後の戦闘では御庭番衆の最後を締めくくる御頭として外法の悪党は外法の力を以て葬るという信念を見出し、外印と朱雀を撃破。剣心と縁の決着がついた後、『東京編』で亡くした部下を京都に改めて葬り直した模様。
なお、明治16年時点では戦いから身を引いており、正式に葵屋の主を継いでいる。『春に桜』では、操を連れて久しぶりに剣心たちの下を訪れており、裏では多少の調査・探索を行っている旨が語られた。『明日郎 前科アリ（異聞）』ではラストシーンで操と共に五重塔を訪れている。
『北海道編』では、剣客兵器対策に剣心に召集されるが、翁いわく「身内の不始末」による任務中ですぐには応じられなかった。
アニメでは島原編にて天草翔伍に狙われた葛西に護衛を依頼されるも、戦闘意欲を喪失していたこともあってこれを断る。その後、操が翔伍に敗れると彼女を救出している。黒騎士団編終了後は東京に居着いていた操を迎えに東京に出向いた。その際、剣心と茶の湯を楽しむ一幕も見せた。
『キネマ版』では、斎藤と外印の会話の中で部下とともに一コマだけ登場。御庭番衆は維新後に解散したということになっている。
PS2『炎上!京都輪廻』では、本編のシナリオを一度クリアすることで、隠しキャラクターである蒼紫を操作することができる。このゲームでは、サブイベントにて利き茶をする・茶の良さについて語る・操の入浴を偶然目撃する・夷腕坊の発言に戸惑うなど、原作にない色々な姿を見ることができる。なお、志々雄のアジト内で十本刀の面々と会話ができるが、安慈とはある程度気が合い、逆に蝙也には敵視されていた。終盤、剣心との再戦で原作通りの展開で本来の自分を取り戻した上で勝利するというif展開となり、以後は剣心に代わり宗次郎や志々雄に戦いを挑む。エンディングでは部下の墓前に姿を現し、「最強」の華を手向けた後いずこともなく去っていく。その時、墓には一輪の花が咲いていた。
実写映画版では2作目『京都大火編』から登場。基本的な設定は原作に準じているが、過去については、江戸無血開城によって闘いの場を失ったところまでは同じだが、その後に「口封じとして味方のはずの幕府に仲間を殺された」という設定に変更された。また、この際の襲撃戦の回想で原作ではどこから手に入れたのか不明だったもう一本の小太刀の出所が明らかとなっている。それからは修羅と化し、最強と呼ばれる抜刀斎を倒すため執拗に探し続けている。原作同様、念至に瀕死の重傷を負わせた。
3作目『伝説の最期編』では剣心の通る道を先読みし、瀕死の身体で斬りかかろうとした念至を一蹴した後、ついに剣心と対峙。最初は優勢だったが、背後から仕掛けてきた操を蹴り飛ばしたことで剣心の怒りを買い、九頭龍閃を受けて敗北。戦いを見届けた念至は死亡し、葵屋にて操の手当てを受ける中で「翁の仇を討ちたいなら殺せ」と死を選ぼうとするが「翁や死んだ仲間の分まで生きてもらう」と諭されたことで思い止まる。最終決戦ではどこからともなく煉獄内部に姿を現し、志々雄に苦戦する剣心たちと合流。「抜刀斎は俺が倒す」と志々雄に立ち向かうが歯が立たなかった。また、志々雄と同盟を組んでいないため、志々雄から「誰だお前は?」と言われていた。4作目においても登場。原作との大きな違いとして東京における戦いで八ツ目無名異と戦闘した後に爆弾の爆発から市民をかばって重傷を負い、最終決戦の縁のアジトにおける戦いには参戦しない。また、劇中、神谷道場にて薫や左之助とは接触するもその時点で剣心が留守にしていたため、蒼紫は劇中剣心に一度も接触するシーンがない展開になっている。4作目は公開延期決定後に演者の伊勢谷が大麻取締法違反容疑で逮捕されたため、新公開日決定時に発表されたポスタービジュアルでは延期前のものから姿を削除する措置が取られ、予告編にも登場しない（両者とも伊勢谷のクレジットは残っており、本編の登場シーンもカットされていない）。一方で10周年記念バナーには姿が写っている。
テレビアニメ版第2作の『京都動乱』では剣心との再戦が前倒しされ、志々雄の鋼鉄艦「煉獄」に密航して再戦を挑む。観戦している志々雄に意識を向けている剣心に怒り、剣心の九頭龍戦を回天剣舞六連で迎撃するが、技が衝突する寸前に煉獄が爆破されたため水入りとなる。

### 人間関係
剣心（抜刀斎）のことは当初、御庭番衆の最強を示すために打倒すべき存在でしかなかったが、『京都編』の再戦で決着がついた後は、剣心に力を貸すようになる。『人誅編』終盤までは剣心を抜刀斎と呼んでいたが、縁との決着後は緋村と呼ぶようになった。またアニメ版では正座で足が痺れた剣心にマッサージをしてやったり、道場の近所に住む子供の相手をするなどの一面も披露しており、原作よりもソフトな部分が見受けられる。
なお『人誅編』で剣心が廃人になった際、それ以前に同じような経験をして復活を遂げた上に、何事にも冷静に対処でき、隠密であるがゆえに経験や知識、知恵も豊富であったため、剣心が復活するためのキーパーソンのような存在でもあった（作者も『剣心華伝』で「剣心が壊れた時は蒼紫が一番動かしやすかった」と発言している）。
巻町操の想い人だが、彼女に対して恋愛感情があるかは不明である。ただし操のことを「帰りを待つ者」と呼んでおり、彼女が大切な存在であるのは間違いない。
明神弥彦に一目置いている人物のひとりでもあり、『東京編』では彼の気迫に対して「死なせるには惜しい」、『京都編』で再会した際に怯むことなく啖呵をきった弥彦に対しては「相変わらずいい度胸だ」と評している。また『人誅編』で斉藤から情報を貰うやすぐに飛び出して行った弥彦（と操）に対して呆れる斎藤とは対照的に「動くことが次に繋がるということが分かっている節がある」と評価している。
観柳に対しては初登場時と般若が恵を観柳の元へ誘導し、観柳が恵に自分の元へ戻ってくるよう話終えた後2人（観柳と般若）の去り際にと二度敬語を使う場面があるが、アニメ第1作では敬語は使っておらずその場面に該当するシーンでもタメ口で、アニメ第2作では初登場時のみ敬語を使っている。

## 能力
小太刀で相手の攻撃を防いで間合いを詰め、拳打や蹴りなどの格闘術「御庭番式拳法」で戦うことを得意とする。当初小太刀は一刀だったが、後に先代御頭の技「御庭番式小太刀二刀流」を独学で極め、御庭番式拳法と融合、昇華させた。
流水の動き（りゅうすいのうごき）
緩急自在に動き回る移動法で蒼紫の得意技。残像を残しながら分身するように移動し、相手を幻惑する。「動」の動きに慣れている剣術使いだけでなく、外印のように剣術使い以外の者も、この動きを捉えることはできなかった。ただし攻撃の際に「動」の動きが出てしまうのが唯一の隙。ここから回天剣舞に繋げることが多いが、攻撃の回避などにも使用された。
回天剣舞（かいてんけんぶ）
逆手の小太刀で流水の動きから繋げる超高速の三連攻撃。初期の蒼紫の必殺技で、幕末のころ、彼は江戸城に忍び込んだ賊を全てこの技で倒している。鉄拵えの鞘を輪切りにし、なおかつ剣心に瀕死の重傷を負わせるほどの威力を誇る。

### 小太刀
詳しくは、小太刀を参照。
打刀と脇差の中間の長さの刀。刃渡りが短いために攻撃力の面では打刀に劣るが、軽く小回りが利くので、敵の攻撃を捌く盾としての機能は打刀以上。蒼紫の場合、守りに徹すればライフルの弾も防ぐことが可能。
小太刀二刀流を会得して以降は、1本の鞘の両端に2本の小太刀を仕込んで持ち運ぶようになった（鞘に収めると長刀に見えるようになっている）。

### 御庭番式小太刀二刀流
名前の通り二振りの小太刀を使用する。先代御頭も小太刀二刀流を使用していた。しかし、先代は翁の小太刀を通さない鋼のトンファーに敵わなかったが、蒼紫のそれはその翁をも容易く打ち破るほどに洗練されている。『京都編』後半までは「小太刀二刀流」とだけ表記され、剣心戦で「御庭番式小太刀二刀流」として初表記されたが、志々雄戦で「御庭番衆式小太刀二刀流」と多少変化。『人誅編』で「御庭番式小太刀二刀流」として定着した。
陰陽交叉（おんみょうこうさ）
一本目の小太刀による斬撃を防御された際、二本目の小太刀を一本目の峰に直角に叩きつけることで、薪割りの要領で斬りつける。翁との対戦ではこの技で彼の鋼鉄のトンファーを寸断した。
PS2『炎上!京都輪廻』では技の特性上、敵に一撃目（通常攻撃）をガードされないと発動することができない。
陰陽撥止（おんみょうはっし）
1本目の小太刀の柄頭を2本目の小太刀の切っ先で突いて押し飛ばす飛刀術。2本目の小太刀が1本目の後に完全に隠れるため、相手の隙を誘い易く、2本目を避けても蒼紫の格闘術を喰らってしまう。両方を別々の位置に刺さるように飛ばすバージョンもある。
PS2『炎上!京都輪廻』では、飛ばした小太刀が敵か画面端に命中するまで隙だらけになってしまう（逆に言えば、どんなに距離が離れていても命中してしまえば小太刀は手元に返ってくる）。PSP『再閃』では原作通り武器を手放す技になっている。
呉鉤十字（ごこうじゅうじ）
小太刀を十字に交差させ、鋏のように斬りつける技。主に相手の頸動脈を狙う。なお、呉鉤とは本来中国刀の一種の名称である。
回天剣舞・六連（かいてんけんぶ・ろくれん）
御庭番式小太刀二刀流奥義。回天剣舞を両手で使う超高速の六連撃で、蒼紫最大の必殺技。初撃は左右どちらからでも選択可能で、相手に攻撃の起点を悟らせないという利点を持つ。
大木をも一瞬で薙ぎ倒す威力を誇り、無意識に手加減していたとは言えこの技を喰らった念至は「いつ死んでもおかしくない」ほどの重傷を負った。作中では障害物の破壊に使われることが多く、対人戦では『京都編』で念至に決まったのみ（剣心戦や志々雄戦では不発に終わり、朱雀に使用した際には同じ技で防がれている）。

## キャスト
声優
- 安原義人（テレビアニメ版第1作）
- 内田雄馬（テレビアニメ版第2作）

俳優
- 伊勢谷友介（実写映画）
- 月城かなと（宝塚歌劇）
- 縣千（宝塚歌劇・新人公演）
- 三浦涼介（舞台・松竹）
- 松下優也（舞台・京都編）

## モデル・由来

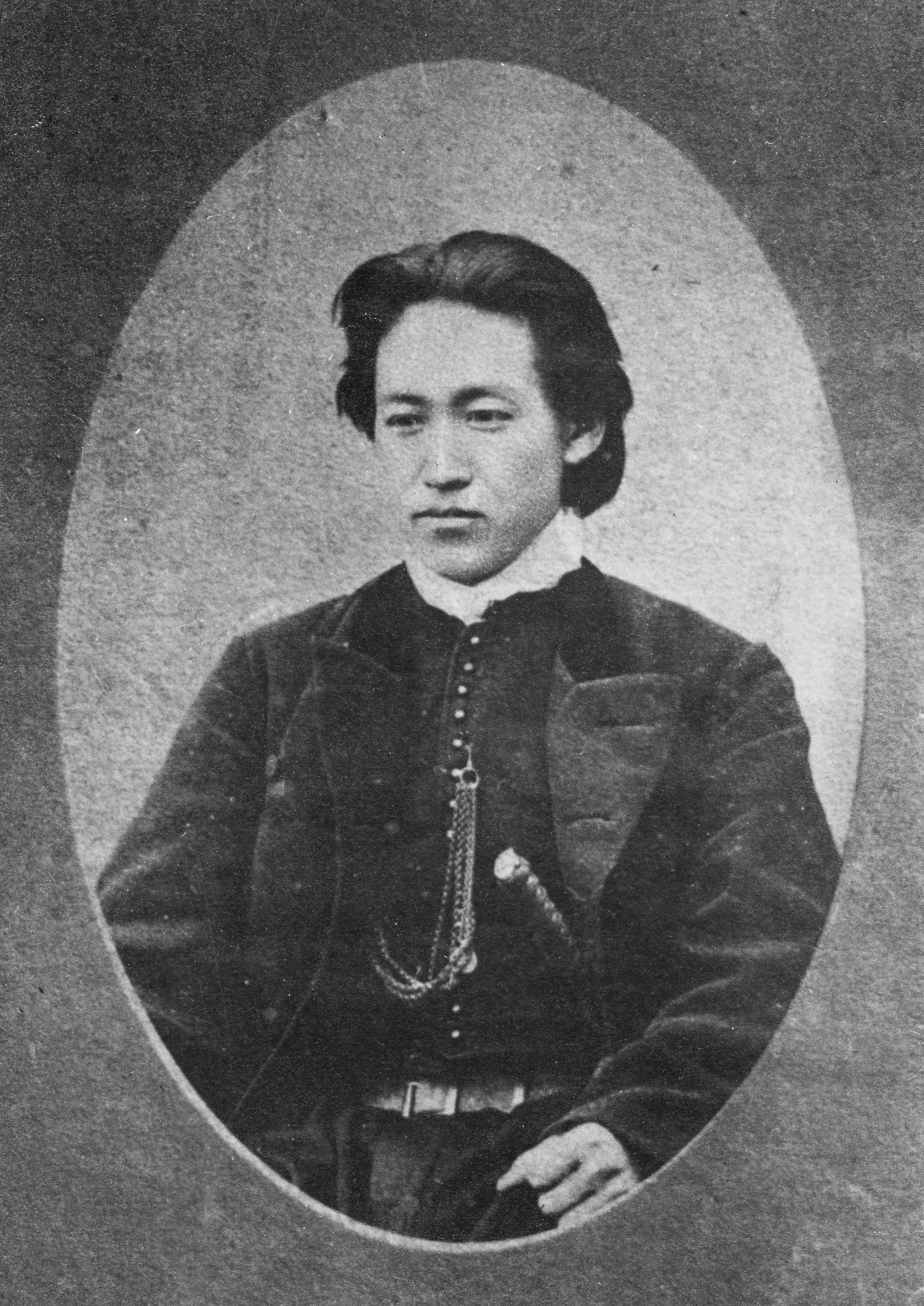
四乃森のモデルとなった新選組副長・土方歳三。

名前は長岡市悠久山の蒼柴神社一辺を指す「蒼柴の杜（あおしのもり）」に由来。モデルは当初は設定されていなかったが、後に新選組副長土方歳三がそのモデルとなり（蒼紫の前髪が物語の進行と共に変化したのはこのため）、作中の回想に登場する土方とも似せてある。さらに作者がキャラクターデザインを担当した『新選組群狼伝』の土方も同様のデザインである。羽織っているコートはアメコミ『X-MEN』に登場するガンビットの物をモデルにしている。